# Elecciones de consejeros regionales de Chile de 2017
Las elecciones de consejeros regionales de Chile para el período 2018-2022 se realizaron el 19 de noviembre de 2017, en conjunto con la elección presidencial y las elecciones de diputados y senadores. En esta ocasión fueron elegidos, en votación directa, los 278 miembros de los quince consejos regionales existentes en el país.

## División electoral
Los consejeros regionales se eligieron mediante circunscripciones provinciales. Cada provincia constituye al menos una circunscripción. Cinco provincias se subdividen en más circunscripciones, existiendo en total sesenta y cuatro circunscripciones provinciales:
- La provincia de Valparaíso (Región de Valparaíso) se dividió en dos circunscripciones provinciales: la primera constituida por las comunas de Puchuncaví, Quintero, Concón y Viña del Mar; y la segunda constituida por las comunas de Juan Fernández, Valparaíso y Casablanca.
- La provincia de Cachapoal (Región del Libertador General Bernardo O'Higgins) se dividió en dos circunscripciones provinciales: la primera constituida por la comuna de Rancagua y la segunda constituida por las comunas de Mostazal, Graneros, Codegua, Machalí, Olivar, Doñihue, Coltauco, Las Cabras, Peumo, Coínco, Malloa, Quinta de Tilcoco, Rengo, Requínoa, Pichidegua y San Vicente.
- La provincia de Concepción (Región del Biobío) se dividió en tres circunscripciones provinciales: la primera constituida por las comunas de Tomé, Penco, Hualpén y Talcahuano; la segunda constituida por las comunas de Chiguayante, Concepción y Florida; y la tercera constituida por las comunas de San Pedro de la Paz, Coronel, Lota, Hualqui y Santa Juana.
- La provincia de Cautín (Región de la Araucanía) se dividió en dos circunscripciones provinciales: la primera constituida por las comunas de Temuco y Padre Las Casas; y la segunda constituida por las comunas de Galvarino, Lautaro, Perquenco, Vilcún, Melipeuco, Carahue, Cholchol, Freire, Nueva Imperial, Pitrufquén, Saavedra, Teodoro Schmidt, Cunco, Curarrehue, Gorbea, Loncoche, Pucón, Toltén y Villarrica.
- La provincia de Santiago (Región Metropolitana de Santiago) se dividió en seis circunscripciones provinciales: la primera constituida por las comunas de Pudahuel, Quilicura, Conchalí, Huechuraba y Renca; la segunda constituida por las comunas de Independencia, Recoleta, Santiago, Quinta Normal, Cerro Navia y Lo Prado; la tercera constituida por las comunas de Maipú, Cerrillos y Estación Central; la cuarta constituida por las comunas de Ñuñoa, Providencia, Las Condes, Vitacura, Lo Barnechea y La Reina; la quinta constituida por las comunas de Peñalolén, La Granja, Macul, San Joaquín y La Florida; y la sexta constituida por las comunas de El Bosque, La Cisterna, San Ramón, Lo Espejo, Pedro Aguirre Cerda, San Miguel y La Pintana.[2]

El número de consejeros a elegir por cada circunscripción provincial estuvo distribuido de la siguiente forma:
| Región             | Circunscripción provincial | Población (2002) | Número de consejeros |
| ------------------ | -------------------------- | ---------------- | -------------------- |
| Arica y Parinacota | Arica                      | 186 488          | 11                   |
| Arica y Parinacota | Parinacota                 | 3156             | 3                    |
| Tarapacá           | Iquique                    | 216 419          | 11                   |
| Tarapacá           | Tamarugal                  | 22 531           | 3                    |
| Antofagasta        | Antofagasta                | 318 779          | 8                    |
| Antofagasta        | El Loa                     | 143 689          | 5                    |
| Antofagasta        | Tocopilla                  | 31 516           | 3                    |
| Atacama            | Copiapó                    | 155 713          | 7                    |
| Atacama            | Chañaral                   | 32 132           | 3                    |
| Atacama            | Huasco                     | 66 491           | 4                    |
| Coquimbo           | Elqui                      | 365 371          | 7                    |
| Coquimbo           | Limarí                     | 156 158          | 5                    |
| Coquimbo           | Choapa                     | 81 681           | 4                    |
| Valparaíso         | Valparaíso I (Norte)       | 353 332          | 5                    |
| Valparaíso         | Valparaíso II (Sur)        | 298 489          | 4                    |
| Valparaíso         | Isla de Pascua             | 3791             | 2                    |
| Valparaíso         | Los Andes                  | 91 683           | 2                    |
| Valparaíso         | Marga Marga                | 277 525          | 4                    |
| Valparaíso         | Petorca                    | 70 610           | 2                    |
| Valparaíso         | Quillota                   | 175 917          | 3                    |
| Valparaíso         | San Antonio                | 136 594          | 3                    |
| Valparaíso         | San Felipe                 | 131 911          | 3                    |
| O'Higgins          | Cachapoal I (Rancagua)     | 214 344          | 4                    |
| O'Higgins          | Cachapoal II               | 328 557          | 6                    |
| O'Higgins          | Cardenal Caro              | 41 160           | 2                    |
| O'Higgins          | Colchagua                  | 196 566          | 4                    |
| Maule              | Talca                      | 352 966          | 7                    |
| Maule              | Cauquenes                  | 57 088           | 2                    |
| Maule              | Curicó                     | 244 053          | 5                    |
| Maule              | Linares                    | 253 990          | 6                    |
| Biobío             | Concepción I (Norte)       | 348 804          | 5                    |
| Biobío             | Concepción II (Centro)     | 307 540          | 5                    |
| Biobío             | Concepción III (Sur)       | 256 545          | 4                    |
| Biobío             | Arauco                     | 157 255          | 3                    |
| Biobío             | Biobío                     | 353 315          | 5                    |
| Biobío             | Ñuble                      | 438 103          | 6                    |
| Araucanía          | Malleco                    | 201 615          | 5                    |
| Araucanía          | Cautín I (Centro)          | 304 142          | 7                    |
| Araucanía          | Cautín II                  | 363 778          | 8                    |
| Los Ríos           | Ranco                      | 97 153           | 5                    |
| Los Ríos           | Valdivia                   | 259 243          | 9                    |
| Los Lagos          | Llanquihue                 | 321 493          | 6                    |
| Los Lagos          | Chiloé                     | 154 766          | 4                    |
| Los Lagos          | Osorno                     | 221 509          | 4                    |
| Los Lagos          | Palena                     | 18 971           | 2                    |
| Aysén              | Coyhaique                  | 51 103           | 6                    |
| Aysén              | Aysén                      | 29 631           | 4                    |
| Aysén              | Capitán Prat               | 3837             | 2                    |
| Aysén              | General Carrera            | 6921             | 2                    |
| Magallanes         | Magallanes                 | 121 675          | 8                    |
| Magallanes         | Antártica Chilena          | 2392             | 2                    |
| Magallanes         | Tierra del Fuego           | 6904             | 2                    |
| Magallanes         | Última Esperanza           | 19 855           | 2                    |
| Metropolitana      | Santiago I (Norponiente)   | 663 015          | 3                    |
| Metropolitana      | Santiago II (Centro)       | 771 131          | 4                    |
| Metropolitana      | Santiago III (Poniente)    | 670 690          | 3                    |
| Metropolitana      | Santiago IV (Nororiente)   | 787 288          | 4                    |
| Metropolitana      | Santiago V (Suroriente)    | 924 414          | 4                    |
| Metropolitana      | Santiago VI (Sur)          | 851 935          | 4                    |
| Metropolitana      | Cordillera                 | 522 856          | 3                    |
| Metropolitana      | Chacabuco                  | 132 798          | 2                    |
| Metropolitana      | Maipo                      | 378 444          | 3                    |
| Metropolitana      | Melipilla                  | 141 165          | 2                    |
| Metropolitana      | Talagante                  | 217 449          | 2                    |
| Total              | 64 circunscripciones       | 15 116 435       | 278                  |

## Listas y partidos
La coalición de centroderecha Chile Vamos acordó presentarse en estas elecciones con dos listas separadas: una compuesta por la UDI y el PRI, y la otra por RN y Evópoli. La Nueva Mayoría también presentó dos listas: una conformada por el PDC y el PS —inscrita oficialmente el 20 de agosto bajo el nombre «Unidos por la Descentralización»—, y la otra por el PPD, el PRSD, el PC, MAS Región y la IC. Con respecto al Frente Amplio, el PEV anunció que se presentaría en una lista separada junto con Poder, emulando la lista Poder Ecologista y Ciudadano que se presentó en las elecciones municipales de 2016.
Otros partidos que presentaron candidatos a consejeros regionales fueron el Por la Integración Regional y el Partido de Trabajadores Revolucionarios en las regiones de Tarapacá y Antofagasta, respectivamente.
| Pacto                                   | Partidos | Candidatos |
| Sumemos                                 | Amplitud Ciudadanos Todos Independientes                                                                                  | 58         |
| Partido de Trabajadores Revolucionarios | Partido de Trabajadores Revolucionarios                                                                                   | 2          |
| Coalición Regionalista Verde            | Federación Regionalista Verde Social Democracia Regional Patagónica Independientes                                        | 84         |
| Por Todo Chile                          | Partido Progresista País Independientes                                                                                   | 138        |
| Unidos por la Descentralización         | Partido Demócrata Cristiano Partido Socialista Independientes                                                             | 265        |
| Integración para el Desarrollo          | Por la Integración Regional                                                                                               | 13         |
| A Refundar Chile                        | Unión Patriótica | 33         |
| Frente Ecologista y Ciudadano           | Partido Ecologista Verde Poder Ciudadano Independientes                                                                   | 94         |
| Por un Chile Justo y Descentralizado    | Partido Radical Socialdemócrata Partido por la Democracia Partido Comunista Izquierda Ciudadana MAS Región Independientes | 257        |
| Chile Vamos RN-Evopoli                  | Renovación Nacional Evolución Política Independientes                                                                     | 268        |
| Chile Vamos UDI-PRI-Independientes      | Unión Demócrata Independiente Partido Regionalista Independiente Independientes                                           | 254        |
| Frente Amplio                           | Revolución Democrática Partido Igualdad Partido Humanista Partido Liberal Independientes                                  | 163        |
| Independientes fuera de pacto           | Candidaturas independientes                                                                                               | 11         |
| Total de candidatos                     | Total de candidatos | 1650       |
| Fuente: Servel                          | |            |

## Resultados
| #                                                     | Pacto o partido                                     | Sigla                       | Candidatos                  | Votos?    | %?     | Electos | %?     |
| ----------------------------------------------------- | --------------------------------------------------- | --------------------------- | --------------------------- | --------- | ------ | ------- | ------ |
| A                                                     | Chile Vamos - UDI - PRI - IND                       |                             | 254                         | 1 104 270 | 19,00% | 56      | 20,14% |
|                                                       | Partido Regionalista Independiente + Independientes | PRI                         | 93                          | 158 980   | 2,74%  | 4       | 1,43%  |
| Unión Demócrata Independiente + Independientes        | UDI                                                 | 161                         | 945 290                     | 16,26%    | 52     | 18,71%  |        |
| B                                                     | Por Todo Chile                                      |                             | 138                         | 210 897   | 3,62%  | 2       | 0,72%  |
|                                                       | País + Independientes                               | País                        | 25                          | 25 279    | 0,43%  | 0       | 0%     |
| Partido Progresista + Independientes                  | PRO                                                 | 113                         | 185 618                     | 3,19%     | 2      | 0,72%   |        |
| C                                                     | Integración para el Desarrollo                      |                             | 13                          | 9259      | 0,16%  | 1       | 0,36%  |
| D                                                     | Partido de Trabajadores Revolucionarios             |                             | 2                           | 2927      | 0,05%  | 0       | 0%     |
| E                                                     | Chile Vamos - RN - EVOPOLI                          |                             | 268                         | 1 303 946 | 22,43% | 77      | 31,04% |
|                                                       | Evolución Política + Independientes                 | EVO                         | 84                          | 237 857   | 4,09%  | 5       | 1,80%  |
| Renovación Nacional + Independientes                  | RN                                                  | 161                         | 1 066 089                   | 18,34%    | 72     | 25,90%  |        |
| F                                                     | Por un Chile Justo y Descentralizado                |                             | 257                         | 876 134   | 15,07% | 47      | 16,91% |
|                                                       | Izquierda Ciudadana + Independientes                | IC                          | 8                           | 9892      | 0,17%  | 1       | 0,36%  |
| MAS Región + Independientes                           | MAS                                                 | 1                           | 1391                        | 0,02%     | 1      | 0,36%   |        |
| Partido Comunista + Independientes                    | PCCh                                                | 71                          | 270 241                     | 4,65%     | 11     | 3,96%   |        |
| Partido por la Democracia + Independientes            | PPD                                                 | 104                         | 429 719                     | 7,39%     | 26     | 9,35%   |        |
| Partido Radical Socialdemócrata + Independientes      | PRSD                                                | 73                          | 164 891                     | 2,84%     | 8      | 2,88%   |        |
| H                                                     | Sumemos                                             |                             | 68                          | 78 740    | 1,35%  | 2       | 0,72   |
|                                                       | Amplitud + Independientes                           |                             | 48                          | 64 873    | 1,12%  | 2       | 0,36%  |
| Ciudadanos + Independientes                           |                                                     | 19                          | 13 743                      | 0,24%     | 0      | 0%      |        |
| Todos + Independientes                                |                                                     | 1                           | 124                         | 0,00%     | 0      | 0%      |        |
| I                                                     | Frente Amplio                                       |                             | 163                         | 686 719   | 11,81% | 18      | 6,47   |
|                                                       | Partido Humanista + Independientes                  | PH                          | 68                          | 199 282   | 3,43%  | 6       | 2,16%  |
| Partido Igualdad + Independientes                     | PI                                                  | 35                          | 153 735                     | 2,64%     | 2      | 0,72%   |        |
| Partido Liberal + Independientes                      | PL                                                  | 14                          | 19 653                      | 0,34%     | 0      | 0%      |        |
| Revolución Democrática + Independientes               | RD                                                  | 44                          | 302 812                     | 5,21%     | 10     | 3,60%   |        |
| Independientes                                        |                                                     | 2                           | 11 237                      | 0,19%     | 0      | 0%      |        |
| J                                                     | A Refundar Chile                                    |                             | 33                          | 57 007    | 0,98%  | 0       | 0%     |
| K                                                     | Coalición Regionalista Verde                        |                             | 84                          | 84 424    | 1,45%  | 2       | 0,72%  |
|                                                       | Democracia Regional Patagónica + Independientes     |                             | 38                          | 19 539    | 0,34%  | 0       | 0%     |
| Federación Regionalista Verde Social + Independientes | FREVS                                               | 46                          | 64 885                      | 1,12%     | 2      | 0,72%   |        |
| L                                                     | Unidos por la Descentralización                     |                             | 265                         | 1 101 632 | 18,95% | 70      | 25,18% |
|                                                       | Partido Demócrata Cristiano + Independientes        | PDC                         | 135                         | 580 582   | 9,99%  | 44      | 15,83% |
| Partido Socialista de Chile + Independientes          | PS                                                  | 130                         | 521 050                     | 8,96%     | 26     | 9,35%   |        |
| Q                                                     | Frente Ecologista y Ciudadano                       |                             | 94                          | 247 229   | 4,25%  | 2       | 0,72%  |
|                                                       | Independientes fuera de pacto                       | IND                         | 11                          | 49 585    | 0,85%  | 1       | 0,36%  |
| Total de votos válidos                                | Total de votos válidos                              | Total de votos válidos      | Total de votos válidos      | 5 812 769 | 87,13% |         |        |
| Votos nulos                                           | Votos nulos                                         | Votos nulos                 | Votos nulos                 | 365 005   | 5,47   |         |        |
| Votos en blanco                                       | Votos en blanco                                     | Votos en blanco             | Votos en blanco             | 493 623   | 7,40%  |         |        |
| Total de sufragios emitidos                           | Total de sufragios emitidos                         | Total de sufragios emitidos | Total de sufragios emitidos | 6 671 397 | 100%   |         |        |